# Bahnstrecke Aachen Buschtunnel–Moresnet
| |                         |                              |                              |
| Streckennummer (DB): | 2554                    |                              |                              |
| Streckennummer: | L 24A (Belgien)         |                              |                              |
| Streckenlänge: | 5,1 km                  |                              |                              |
| Spurweite: | 1435 mm (Normalspur)    |                              |                              |
| Zweigleisigkeit: | durchgehend (1918–1949) |                              |                              |
| |                         |                              |                              |
| \| \| \| von Aachen Hbf \| \| \| \| \| Buschtunnel \| \| \| \| 4,8 \| Ronheide (Abzw) \| Ronheide (Abzw) \| \| \| \| nach Hergenrath (L 37) \| \| \| \| \| B 264 Lütticher Straße \| \| \| \| 3,2 \| Grenze Deutschland / Belgien \| Grenze Deutschland / Belgien \| \| \| \| von Aachen West (L 24) \| \| \| \| 1,2 \| Buschhausen \| Buschhausen \| \| \| 0,0 \| Moresnet (Abzw) \| Moresnet (Abzw) \| \| \| \| nach Montzen (L 24) \| \| |                         |                              |                              |
| Strecke |                         | von Aachen Hbf               | von Aachen Hbf               |
| Tunnel |                         | Buschtunnel                  | Buschtunnel                  |
| ehemalige Blockstelle | 4,8                     | Ronheide (Abzw)              | Ronheide (Abzw)              |
| Abzweig ehemals geradeaus und nach links |                         | nach Hergenrath (L 37)       | nach Hergenrath (L 37)       |
| Brücke (Strecke außer Betrieb) |                         | B 264 Lütticher Straße       | B 264 Lütticher Straße       |
| Grenze (Strecke außer Betrieb) | 3,2                     | Grenze Deutschland / Belgien | Grenze Deutschland / Belgien |
| Abzweig ehemals geradeaus und von rechts |                         | von Aachen West (L 24)       | von Aachen West (L 24)       |
| ehemaliger Haltepunkt / Haltestelle | 1,2                     | Buschhausen                  | Buschhausen                  |
| ehemalige Blockstelle | 0,0                     | Moresnet (Abzw)              | Moresnet (Abzw)              |
| Strecke |                         | nach Montzen (L 24)          | nach Montzen (L 24)          |

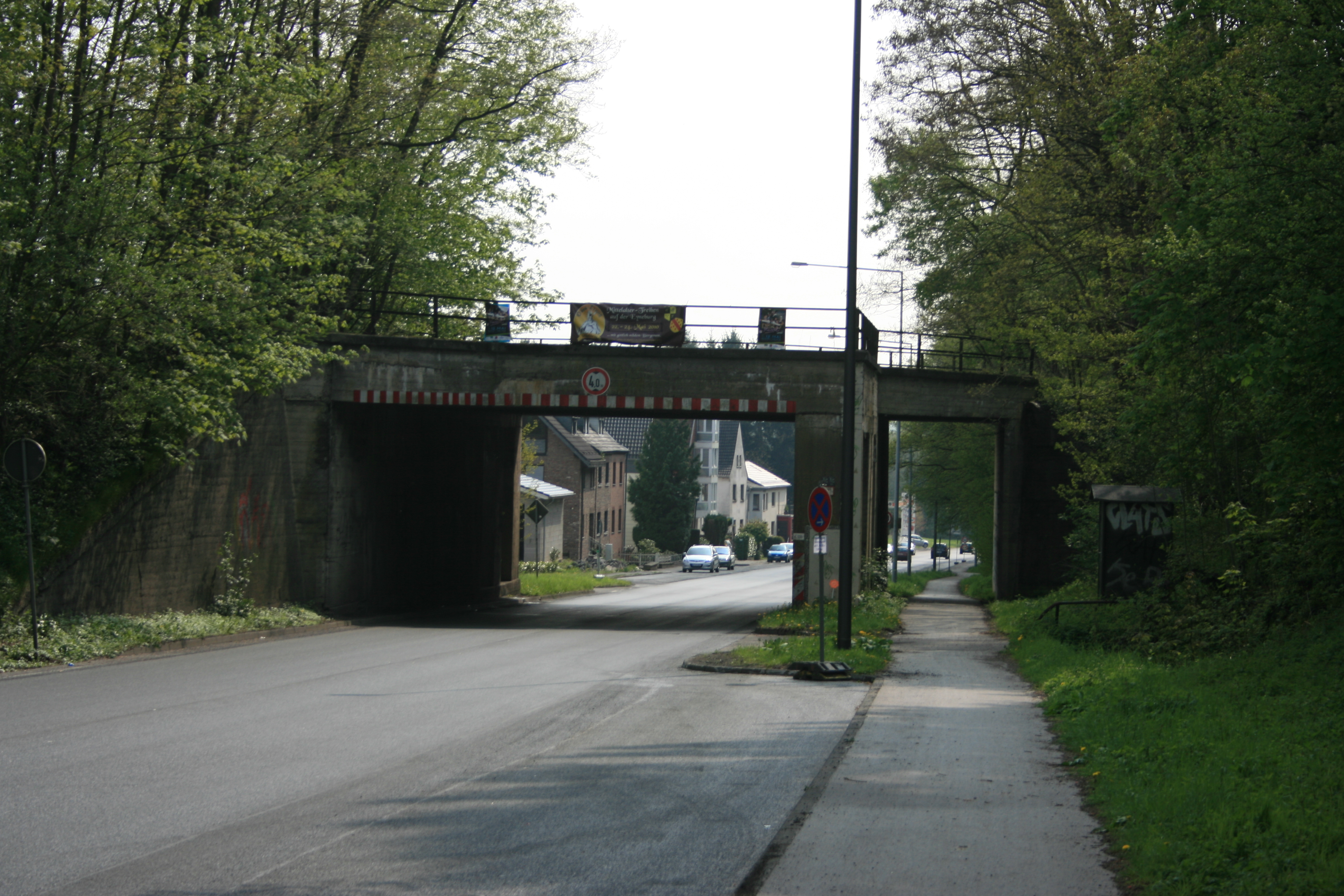
Ehemalige Eisenbahnbrücke über die Lütticher Straße / Bundesstraße 264

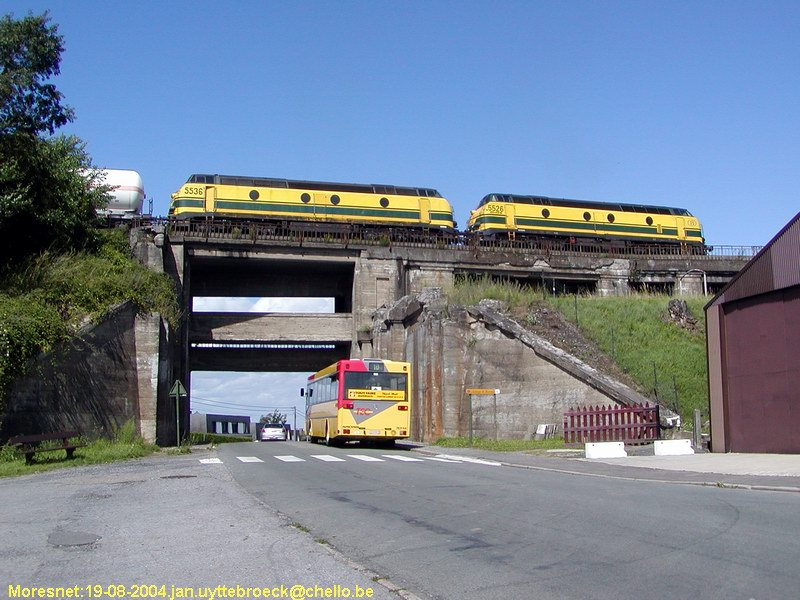
Doppelstockbrücke und Turmhaltepunkt Buschhausen (2004)

Die Bahnstrecke Aachen Buschtunnel–Moresnet war eine deutsch-belgische Verbindungsbahn zwischen den Bahnstrecken Aachen Hauptbahnhof–Lüttich und Aachen West–Tongern. Sie war vom 28. Februar 1917 bis 1. Juni 1969 in Betrieb. Heute wird diese Verbindung durch die Bahnstrecke Welkenraedt–Montzen hergestellt.

## Geschichte
Um in Aachen den Richtungswechsel der Züge von Köln auf die neue, in Bau befindliche Strecke nach Tongern zu vermeiden, wurde im Ersten Weltkrieg, ab Ende 1915 auf Befehl des Chefs des Feldeisenbahnwesens, General Wilhelm Groener, eine zunächst eingleisige, rund fünf Kilometer lange Verbindungsbahn zwischen dem westlichen Ende des Buschtunnels und Moresnet errichtet. Die Bauarbeiten am Südrand des Aachener Waldes führte das Berliner Unternehmen Lenz & Co. durch. Diese umfassten unter anderem große Erdbewegungen aufgrund tiefer Einschnitte, ein Überwerfungsbauwerk zur kreuzungsfreien Ausfädelung hinter dem Buschtunnel und in Bildchen ein Brückenbauwerk über die Lütticher Straße. Das Abzweigbauwerk (Buschhausen) bei Moresnet errichtete das Dortmunder Unternehmen Franz Schlüter. Es besteht aus drei Ebenen, unten die Straße von Kelmis nach Gemmenich, in der Mitte die Gleisebene der Verbindungsbahn und oben die Gleise der Strecke von Aachen West nach Tongern. Das Bauwerk war als Turmbahnhof geplant worden und umfasste auch Haltepunkte für Personenzüge auf den beiden Strecken, die durch Treppen und einen Verbindungsgang erschlossen waren. Die Inbetriebnahme der zweigleisigen Strecke erfolgte am 25. März 1918. In Friedenszeiten sollte der Schnellzugverkehr von Aachen nach Brüssel über diese Strecke erfolgen. Daher lag sie in beiden Abzweigbauwerken in den geraden Schienensträngen.
Nach Ende des Zweiten Weltkrieges erfolgte noch ein eingleisiger Zugbetrieb. Im Rahmen der Elektrifizierung der Strecke Aachen–Lüttich änderte die Deutsche Bundesbahn die Gleisführung im Bereich des Abzweigbauwerks (Ronheide) vor dem Buschtunnel. Für einen kreuzungsfreien Wechsel von deutschem Rechts- auf belgischen Linksverkehr wurde 1966 das Richtungsgleis nach Aachen in die Trasse von Moresnet unter die Brücke eingeschwenkt. Nach Fertigstellung von Güterzugwendegleisen im Bahnhof Aachen West wurden die Strecke Aachen Buschtunnel–Moresnet am 1. Juni 1969 stillgelegt und die Gleise abgebaut. Die Geländeeinschnitte wurden Anfang der siebziger Jahre größtenteils mit Bauschutt verfüllt.
Nach der Inbetriebnahme einer zweiten Tunnelröhre des Buschtunnels verschwand im Rahmen einer Neutrassierung der Strecke nach Lüttich Anfang 2008 das Überwerfungsbauwerk unweit des Westportals, das seit 1966 den kreuzungsfreien Wechsel von Links- auf Rechtsverkehr ermöglichte. Der Linksverkehr endet bzw. beginnt seitdem im Aachener Hauptbahnhof. Das benachbarte Eisenbahnüberführungsbauwerk in der Lütticher Straße wurde am 10. August 2013 abgerissen. Seitdem ist von der Bahnstrecke bis auf die Doppelstockbrücke Buschhausen, die jedoch auch ein Teil der Montzenroute ist, nichts mehr vorhanden.

## Betrieb
Die Verbindungsstrecke wurde vor allem von Güterzügen genutzt. Personenverkehr mit Halt in Buschhausen fand vom 4. November 1942 bis zum 9. September 1944 statt. Während der Elektrifizierung der Strecke Aachen–Lüttich im Jahr 1966 nutzten Trans-Europ-Express-Züge im Umleiterverkehr die Strecke.

## Zukunft
Der Zweckverband go.Rheinland beabsichtigt die Wiederherstellung der grenzüberschreitenden Bahnstrecke als Güterumgehungsbahn zur Entlastung des Bahnknoten Aachen. Jedoch wurden bereits 1969 die Gleise abgebaut und in der Folge Geländeeinschnitte verfüllt sowie das Eisenbahnüberführungsbauwerk über die B 264 im Jahr 2013 abgebrochen. Es gibt außerdem noch Alternativen durch bestehende Bahnstrecken, somit ist neben der Finanzierung der Bau dieser Eisenbahnstrecke fragwürdig.